# Situation des personnes LGBTQ en Moldavie
Les personnes LGBT en Moldavie font face à des difficultés légales et sociales spécifiques et des discriminations par rapport aux personnes non-LGBT. Les familles de couples homosexuels ne peuvent pas accéder aux mêmes droits et avantages que les couples hétérosexuels. Les unions homosexuelles ne sont pas reconnues par les lois du pays, en conséquence les couples homosexuels ne bénéficient pas d'une protection légale. Cependant, la Moldavie interdit la discrimination basée sur l'orientation sexuelle au travail, et les rapports sexuels entre personnes de même sexe y sont légaux depuis 1995.
Depuis la dissolution de l'URSS, la Moldavie est de plus en plus influencée par l'Église chrétienne orhodoxe. En conséquence, les violations des droits de l'homme se multiplient, dont des violations de la liberté d'association et la liberté d'expression. La première marche des fiertés est organisée en 2002. Cependant, dans les années qui suivent, les marches des fiertés rencontre une opposition forte venant des autorités et des figures religieuses, et sont souvent annulées ou interdites pour des raisons de sécurité. Une marche des fiertés parvient à être organisée en 2018 à Chișinău, après que des policiers protègent les participants de groupes orthodoxes radicaux violents.
La société moldave reste relativement problématique sur ce point, et les violences et discriminations envers les personnes LGBT sont courantes. En 2012, ILGA-Europe classe la Moldavie au dernier rang dans la liste de 49 pays comparant leurs lois LGBT. Cependant, en 2023, la Moldavie se place désormais au 23e rang, grâce notamment à une extension du périmètre des lois anti-discrimination pour intégrer l'orientation sexuelle et l'identité de genre,.

## Légalité de l'homosexualité
Depuis 1995, l'homosexualité dans la sphère privée entre deux adultes consentants est légale en Moldavie. En septembre 2002, de nouvelles lois sont votées pour rendre l'âge de consentement identique.

## Reconnaissance des relations homosexuelles
La Moldavie n'autorise pas actuellement le partenariat civil pour les homosexuels. Cela étant, la cour européenne des droits de l'homme a récemment statué (Fedotova contre la Russie) que la décision d'un pays de ne pas reconnaître le partenariat civil pour les homosexuels violait l'article 8 de la Convention européenne des droits de l'homme, obligeant potentiellement la Moldavie à reconnaître ces partenariats civils. Ceci déclenche alors des réactions fortes de l'église orthodoxe, qui qualifia la situation d'"inquiétante" et appela les fidèles à faire barrage pour "empêcher la légalisation et la promotion du péché".
La Moldavie n'autorise pas non plus le mariage homosexuel. La constitution moldave (article 48(2)) définit le mariage comme une "union entre mari et femme", cependant la Cour Suprême moldave a refusé de statuer sur la question de savoir si cela signifiait une interdiction explicite du mariage homosexuel.

## Protection contre la discrimination
Pendant longtemps, une large coalition d'organisations pour la défense des droits de l'homme, dont l'organisation GenderDoc-M (la principale organisation de soutien aux gays et lesbiennes du pays), ont fait pression sur le gouvernement moldave, demandant que soit implémentée une législation anti-discrimination qui s'aligne avec les standards européens, qui inclurait donc des protections contre la discrimination basée sur l'orientation sexuelle.
Une loi interdisant la discrimination à l'embauche basée sur l'orientation sexuelle est adoptée par le parlement moldave le 25 mai 2012, et ratifiée par le président Nicolae Timofti le 28 mai 2012. La loi prit effet le 1er janvier 2013.
La loi dite "sur la propagande dans les médias", qui prit effet le 1e janvier 2019, controversée pour son interdiction des "programmes télévisés russes d'actualités, d'analyse, et ceux concernant des questions politiques ou militaires", contient également une clause interdisant aux diffuseurs de média les discriminations basées sur l'orientation sexuelle. L'article 11 de la loi, intitulée Codul serviciilor media audiovizuale al Republicii Moldova, prononce que "les programmes audiovisuels sont interdits : ... de propager des incitations, promotions ou justifications pour la haine raciale, la xénophobie, l'antisémitisme, ou toute autre forme de haine ou discrimination basée sur le sexe, la race, la nationalité, la religion, le handicap, ou l'orientation sexuelle".
En 2023, le parlement de Moldavie vote la loi n°2 (2023) qui inclut l'orientation sexuelle et l'identité de genre dans la liste des groupes protégés contre "toute sorte de discrimination".

## Identité et expression de genre
Les personnes trans sont autorisées à changer leur nom et leur genre sur les documents officiels moldaves, mais seulement après avoir obtenu un diagnostic officiel d'un psychiatre.

## Opinion publique
La société moldave reste très conservatrice ; les politiciens font souvent des remarques blessantes sur la communauté LGBT, et la discrimination envers les personnes LGBT est courante.
| Année | Institut de sondage      | Résultats | Résultats |
| Année | Institut de sondage      | Pour      | Contre    |
| ----- | ------------------------ | --------- | --------- |
| 2014  | IPP                      | 6%        | 87%       |
| 2016  | Fundația Soros – Moldova | 5%        | 94%       |
| 2017  | Pew Research Center      | 5%        | 92%       |
| 2022  | Europa Liberă Moldova    | 14%       | 86%       |

Une étude sociologique de l'Institute of Public Policies en 2014 montre des attitudes négatives dans la société moldave envers la communauté LGBT. Les données indiquent que 83% des moldaves n'acceptent pas les personnes LGBT, et 35.8% exprimaient un soutien fort à la criminalisation des relations homosexuelles. 88.8% des moldaves seraient dérangés si un membre de leur famille étair LGBT, et 92% n'accepteraient pas un éducateur/instituteur LGBT dans la classe de leur enfant.
D'après l'étude "Church and State in the Republic of Moldova" présentée par la branche moldave de la fondation Soros en 2016, 84% des Moldaves n'accepteraient pas les homosexuels vivant en Moldavie, 89% ne les accepteraient pas dans leur ville, 94% en tant que voisins, 95% en tant qu'amis, et 97% en tant que membres de leur famille. La même étude révèle que seulement 5% des Moldaves approuvent le mariage homosexuel, et 6% les partenariats civils. Ces observations tendent à démontrer que la société moldave est conservatrice, avec peu d'appétit pour l'acceptation de minorités.
En mai 2017, une enquête par le Pew Research Center dans les pays de l'Europe de l'Est trouve que 92% des moldaves pensent que l'homosexualité ne devrait pas être acceptée par la société. Parmi les jeunes entre 18 et 34 ans, ce pourcentage tombe à 88%. Selon la même étude, 5% des moldaves soutiennent le mariage homosexuel.
Cependant, depuis la décriminalisation de l'homosexualité en 1995, l'attitude de plusieurs services de l'État tend à démontrer plus de tolérance. Par exemple, le ministère de la Santé a communiqué dans une lettre officielle que l'homosexualité n'est pas considérée comme une maladie, et que les services médicaux sont accessibles à tous les moldaves, quelle que soit leur orientation sexuelle.

## Conditions sociales

### Culture gay
La Moldavie a une communauté gay relativement petite, mais active et ouverte.  La première boîte de nuit de Chișinău, Jaguar Dance and Music Club, ouvrit en 2009. La première marche des fiertés (sous le nom de Moldova Pride) fut organisée en avril 2002[5], mais elle but interdite en 2007 car l'homosexualité "sapait les valeurs chrétiennes de la Moldavie".

### Mouvement pour les droits LGBT
Le principal groupe faisant campagne pour les droits gays et lesbiens est GenderDoc-M. Le groupe a pour objectif de soutenir et de protéger les personnes gays et lesbiennes moldaves, et accroître la sensibilisation quant aux vies des personnes LGBT.

### Sentiment anti-LGBT
La société moldave reste très traditionnelle. Certains politiciens profèrent des propos violemment homophobes avec désinvolture, et les discriminations envers les personnes LGBT sont courantes. La violence contre les hommes gays n'est pas rare.
Scott Lively, un véhément opposant aux droits homosexuels qui a fait des déclarations prétendant que l'homosexualité avait en partie causé le génocide rwandais et la Shoah, a visité la Moldavie en 2010 pour s'opposer à une mesure anti-discrimination. La loi était pasée en commission deux fois avant d'échouer à cause de l'opposition du Parti des communistes de la république de Moldavie, qui citera alors la visite pour justifier leur opposition. Cependant la loi fut votée et promulguée en 2012.
En mai 2019, Doina Ioana Străisteanu, une avocate des droits de l'homme représentant GenderDoc-M depuis 2010, est victime d'un incendie criminel. Elle retrouve sa voiture incendiée par un homme inconnu à l'extérieur de son bureau dans le centre-ville de Chișinău. Elle porte plainte, mais dit que la police refusa d'enquêter car elle ne considérait pas ces dégâts comme "notables",.

### Controverse autour de la marche des fiertés en 2008
Le 11 mai 2008, la police et les autorités restent passifs alors que la marche des fiertés est empêchée par une foule qui entoure, intimide, et même attaque les participants. Le maire de Chișinău, Dorin Chirtoacă, dont le slogan de campagne était "un maire jeune, une équipe libérale, une capitale européenne", avait interdit la marche la veille au soir.
L'interdiction de la marche des fiertés et la limitation de la liberté de rassemblement attire les critiques notamment internationales, dont le secrétaire d'État aux Affaires Étrangères britannique de l'époque, David Miliband,.
L'arrêt de mai 2007 Bączkowski et autres c. Pologne rendu par la cour européenne des droits de l'homme indique pour la première fois qu'en interdisant des marches des fiertés pacifiques, le maire de Varsovie de l'époque, Lech Kaczyński, avait enfreint 3 articles de la convention européenne des droits de l'homme : l'article 11 (liberté de rassemblement), article 13 (droit à l'appel), article 14 (interdisant la discrimination).
En 2012, la même cour rend un arrêt déclarant que les autorités moldaves ont violé les droits humans en annulant cet évènement en 2008.

### Marches en 2017 et 2018
En mai 2017, des activistes LGBT organisent une marche pacifique pour célébrer la journée mondiale contre l'homophobie, la transphobie et la biphobie. Les autorités de police annulent l'évènement peu de temps après le début, à cause de potentiels risques de sécurité car des groupes fondamentalistes orthodoxes avaient commencé à attaquer les participants à la marche. Le président Igor Dodon soutient les attaques violentes, déclarant "Je n'ai jamais promis d'être le président des gays, ils auraient dû élire leur propre président.". Il rencontre également le groupe de radicaux pour les féliciter. Cela étant, 450 personnes ont participé à la marche, ce qui était le record à l'époque.
En mai 2018, des activistes LGBT organisent avec succès la 17e édition de la marche des fiertés moldaves. La police protège les participants des radicaux, faisant usage de gaz lacrymogène pour les repousser. Le président Dodon félicite encore une fois les groups radicaux. L'évènement fut soutenue par de nombreuses ambassades (Argentine, Belgique, Canada, République Tchèque, Danemark, Estonie, Finlande, France, Allemagne, Irelande, Italie, Lettonie, Lituanie, Pays-Bas, Norvège, Portugal, Slovénie, Espagne, Suède, Suisse, Royaume-Uni, États-Unis).

### Interdictions de propagande homosexuelle
Depuis 2012, plusieurs villes ont publié des décrets banissant la "propagande" homosexuelle (sans sanctions administratives ou amendes). Ces villes sont :
- Bălți le 23 février 2012[19],[20], retirée le 28 février 2013[20],[21]
- Drochia[20], le 27 mars 2012
- Cahul[20], le 29 mars 2012
- Ceadîr-Lunga[20], le 10 avril 2012
- Glodeni, retirée depuis[20]
- Rîșcani, retirée depuis[20]
- Soroca[20]

Des interdictions similaires ont été prises dans les arrondissements (raions) suivants :
- Anenii Noi[20], le 1e mars 2012
- Basarabeasca[20]
- Fălești[20]

Ainsi que dans des villages de l'arrondissement de Făleşti :
- Bocani, retirée depuis[20]
- Chetriș,[20]
- Hiliuți[20]
- Pîrlița, retirée depuis[20]

Le 30 avril 2013, le parlement de Gagaouzie approuve une loi interdisant la "propagande" homosexuelle, bisexuelle, et transgenre tels que le mariage homosexuel et l'adoption par des couples homosexuels. La loi n'incluait pas de sanctions ou d'amendes mais certains paragraphes interdisaient à toute organisation liée aux LGBT d'être enregistrées dans la région. Un autre paragraphe interdit les clubs ou établissement de divertissement LGBT. Le 20 juin 2013, cette loi fut invalidée par une décision de justice, qui les déclara contraires à la liberté d'expression et aux droits de l'homme.
Le 23 mai 2013, malgré la loi anti-discrimination qui interdit la discrimination basée sur l'orientation sexuelle au travail, le parlement moldave vote une loi qui interdit la propagande de la prostitution, la pédophilie, "et toutes relations autre que celles liées au mariage et à la famille, comme indiqué dans la constitution et le code de la famille". La loi inclut des peines d'amende. Elle est promulguée le 5 juillet 2013 et s'applique à partir du 12 juillet. La loi n'interdit pas explicitement la "propagande" liée à l'homosexuealité mais certains pensent qu'elle peut être interprétée de cette manière par un juge,. Le 11 octobre 2013, le parlement adopte une loi dont le but est de retirer le contenu qui aurait pu être interprété comme une interdiction de la "propagande homosexuelle",.

### Résolution au conseil des droits de l'homme des nations unies
En juin 2011, la Moldavie utilisa son siège au conseil des droits de l'homme de l'ONU pour voter contre la première résolution adoptée par l'ONU pour condamner la violence et la discrimination contre les individus sur la base de leur orientation sexuelle et identité de genre.